# Arthur von Gabain
Arthur von Gabain (né le 1er août 1860 à Graudenz et mort le 6 mars 1939 à Berlin-Lichterfelde) est un général d'infanterie allemand et président du tribunal militaire impérial

## Biographie
Gabain est né de parents huguenots. Son père, capitaine, est mort pendant la guerre austro-prussienne. Élevé dans le corps des cadets, il s'enrôle le 15 avril 1878 comme sous-lieutenant dans le 45e régiment d'infanterie à Insterbourg. Suivent en 1883 et 1884 des affectations au lycée militaire ainsi qu'à la maison des cadets de Wahlstatt en tant qu'éducateur. Le 11 mars 1886, il est muté à Ehrenbreitstein dans le 28e régiment d'infanterie, d'où il est affecté le 1er avril 1888 en tant que premier-lieutenant à l'École principale prussienne des cadets, où il exerce les fonctions d'éducateur. Le 1er avril 1889, il est transféré au 5e régiment de grenadiers à Dantzig et peu après, du 1er octobre 1889 au 1er avril 1892, son commandement à l'Académie de guerre prussienne. Le 29 mars 1892 Gabain est promu capitaine et, à ce titre, utilisé comme commandant de compagnie. Deux ans plus tard, il devient professeur à l'école de guerre de Neisse et retourna à la troupe le 18 août 1899 en tant que commandant de compagnie dans le 17e régiment d'infanterie. Avec la promotion au grade de major le 27 janvier 1902, Gabain est muté à Metz dans le 144e régiment d'infanterie. Il y commande le 3e bataillon à Thionville. Ensuite, Gabain devient commandant de l'école de guerre de Dantzig. Le 21 avril 1911, il est promu colonel et, en tant que tel, prend trois jours plus tard le commandement du 87e régiment d'infanterie (de). En même temps que sa promotion au grade de général de division le 3 mai 1914, il devint commandant de la 12e brigade d'infanterie à Brandebourg-sur-la-Havel.

### Première Guerre mondiale
Faisant partie de la 6e division d'infanterie, la brigade de Gabain marche sur le front occidental au début de la Première Guerre mondiale dans la formation du 3e corps d'armée. En août 1914, il combat à Charleroi, à Jemappes et à la bataille de Mons en Belgique neutre et début septembre à Villers-Cotterêts et à la bataille de l'Ourcq. Après le retrait de la Marne et les combats sur l'Aisne, la 12e brigade d'infanterie passe également à la guerre des tranchées. Après la bataille de Soissons en janvier 1915, elle participe à la bataille de l'Artois de mai à juillet 1915. Le 6 mai 1915, Gabain devient temporairement chef de la 5e division d'infanterie lorsqu'il doit remplacer Georg Wichura. En septembre 1915, la 6e division d'infanterie est transférée dans les Balkans, où elle participe dès le début du mois d'octobre au début de la campagne de Serbie. La brigade de Gabain franchit le Danube le 7 octobre 1915 à Semendria et combat du 21 au 23 octobre à la position Palanka. Cela est suivi par les combats sur la Raca et Lepenica, puis, à partir du 1er novembre, après plusieurs jours de combats, par l'occupation de Kragujewac et la poursuite de l'ennemi jusqu'à la Morava. En raison d'une contusion de la jambe gauche contractée en Serbie, Gabain doit quitter le commandement de la 12e brigade début 1916 et se faire soigner à l'hôpital. Après son rétablissement, Gabain est nommé le 12 septembre 1916 commandant de la 103e division d'infanterie, qui se distingue particulièrement dans la défense de ses positions au cours des semaines suivantes, pendant la bataille de la Somme dans la défense de ses positions. Elle est ensuite retirée du front pour se rafraîchir et se reposer, passa quelque temps en Champagne et est transférée à Verdun au début de 1917. Gabain y abandonne le commandement de sa division et devient commandant de la 17e division d'infanterie. Avec elle, il fait ses preuves à Arras, même s'il ne peut empêcher la perte de Gavrelle. Gabain se distingue également lors de la bataille de Passchendaele qui suit, ce qui lui vaut de recevoir le Pour le Mérite le 8 novembre 1917.
Au printemps 1918, la division fut engagée auprès de la 17e armée en Artois. Lors de l'offensive de printemps, elle prend d'assaut la position d'Ecoust et, après de violents combats, prend les positions de Vraucourt et Beugnâtre. Entre-temps, Gabain a été promu lieutenant-général le 22 mars 1918 et, pour son action pendant l'offensive, il est décoré de la feuille de chêne du Pour le Mérite le 17 avril 1918.
Le 31 juillet 1918, Gabain prend la tête du 23e corps de réserve entre la Marne et la Vesle. Peu de temps avant la dissolution du corps, Gabain est chargé, le 6 août 1918, de diriger le 10e corps de réserve en Flandre. Après la bataille de la Lys, le corps regagne la position Anvers-Meuse.
Après la fin de la guerre et la démobilisation du 10e corps de réserve, Gabain est nommé inspecteur général de l'instruction militaire à Berlin le 18 janvier 1919. Parallèlement, il est également président du tribunal militaire du Reich à partir du 25 juin 1919. Il est relevé de ces deux fonctions le 30 septembre 1920 et mis à la retraite.
Le 18 décembre 1920, Gabain reçoit le caractère de General der Infanterie.

## Décorations
- Ordre de l'Aigle rouge de 3e classe avec boucle[3]
- Ordre de la Couronne de 3e classe[3]
- Croix de décoration de service prussien[3]
- Croix de fer (1914) de 2e et 1re classe